# Fliegende Blätter

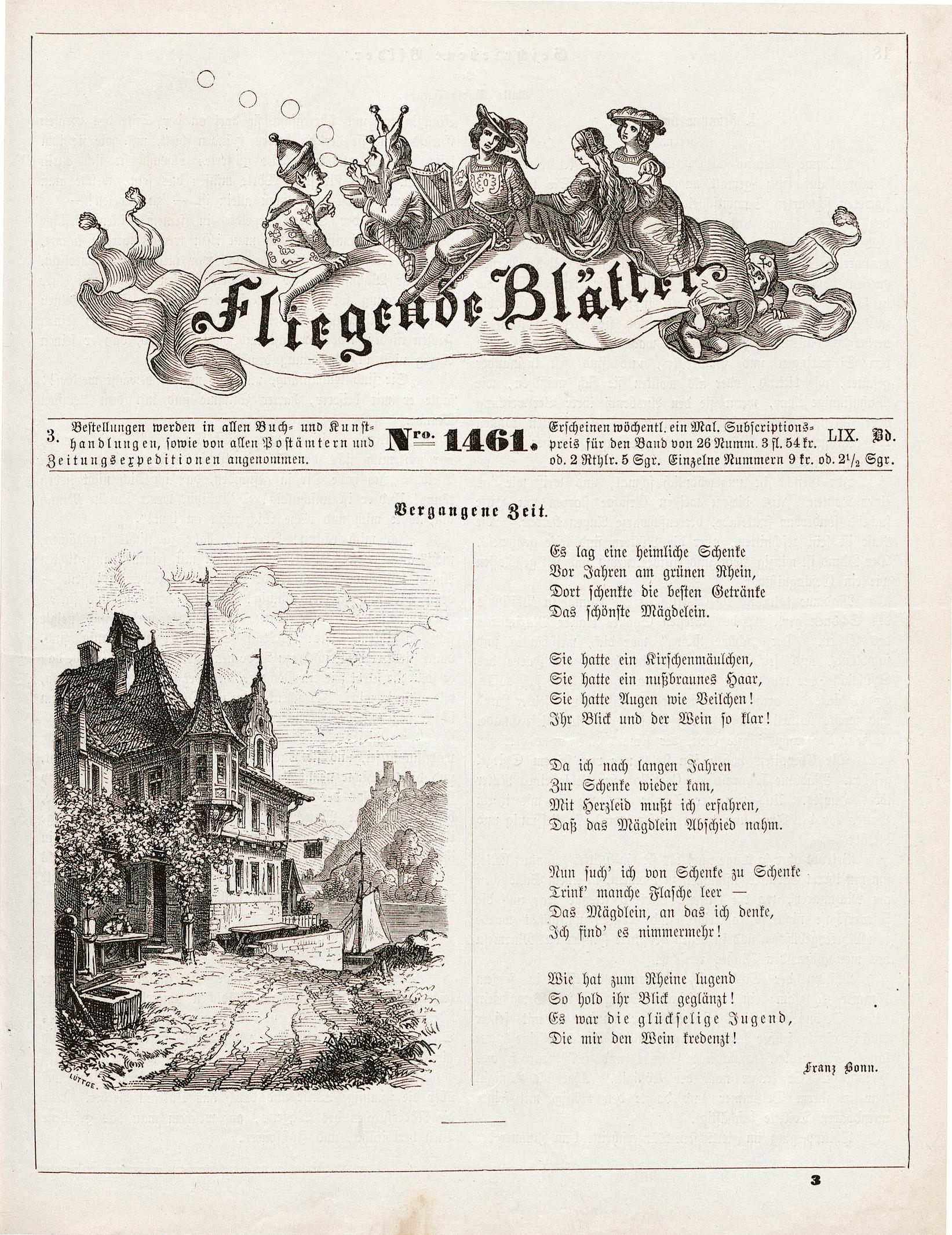
Fliegende Blätter, 1873 год

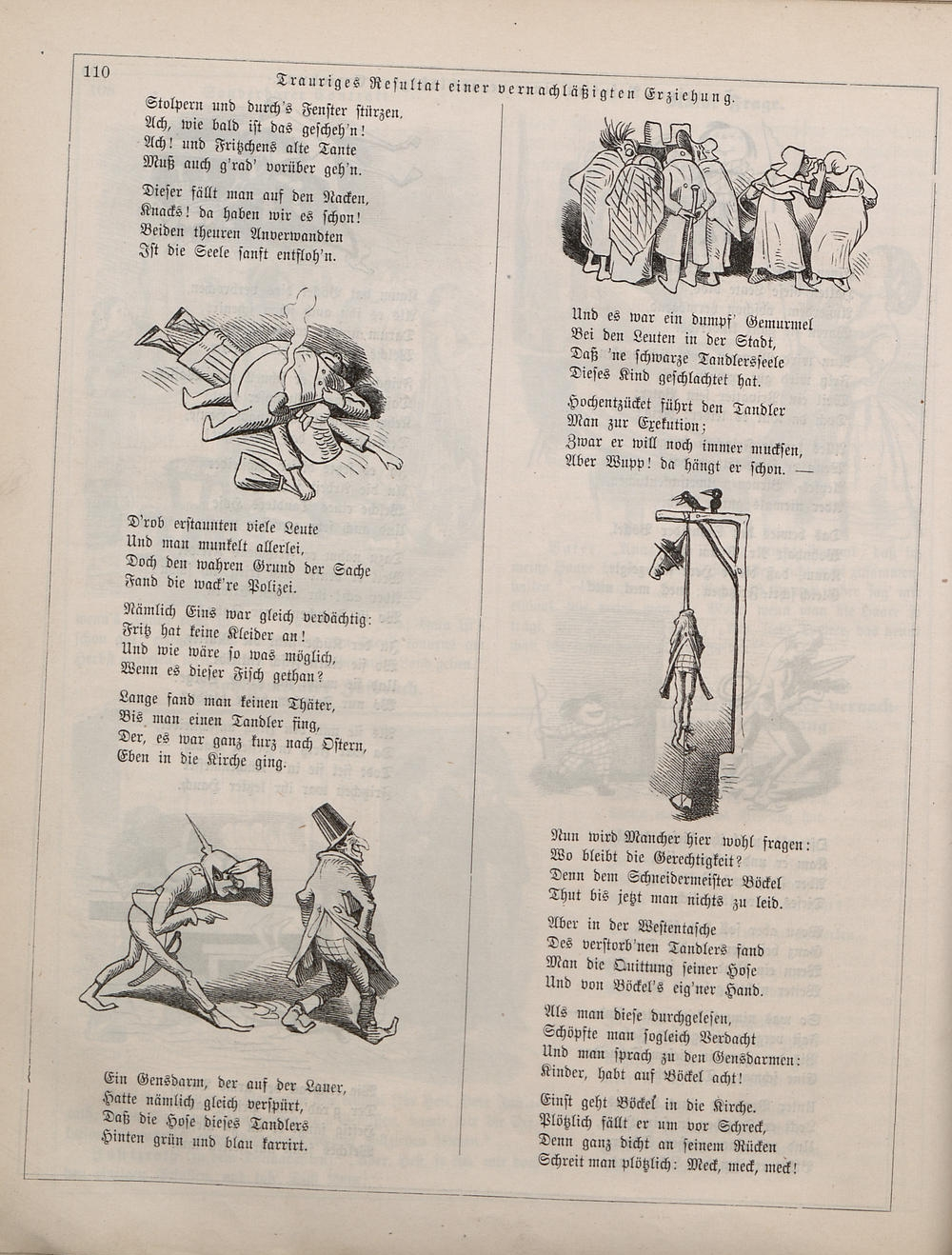
Fliegende Blätter, 1860 год

Fliegende Blätter (с нем. — «Летучие листки») — немецкий иллюстрированный журнал, издававшийся в Мюнхене с 1844 по 1944 годы.

## История
Начат в 1844 году ксилографами Каспаром Брауном и Фридрихом Шнайдером. В течение первого десятилетия редакция журнала выступала против Людвига I и Лолы Монтес, которые были изгнаны из Мюнхена в 1848 году. В начале 1850-х годов журнал стал сатирическим. В нём высмеивали и вели борьбу против милитаризма. В середине 1850-х журнал потерял популярность. После 1860-х годов популярность журнала возросла, и он стал юмористическим. В 1880-х годах его тираж составлял 90 000 экземпляров. С 1884 года выходил календарь — Fliegende Blätter Kalender. С 1890 года он распространялся за пределами Германии.

## Художники
В журнале работали ксилографы. Он был популярным до 1944 года. Среди художников, которые работали в журнале, отличились Вильгельм Буш, Адольф Оберлендер и Эдмунд Харбургер. Благодаря им журнал приобрёл особую популярность во Франции.